# Porothamnium baculiferum
Porothamnium baculiferum là một loài Rêu trong họ Neckeraceae. Loài này được (Dixon) Broth. miêu tả khoa học đầu tiên năm 1925.